# Liga Nacional de Guatemala 1980
La Liga Nacional de Guatemala 1980 es el vigésimo noveno torneo de Liga de fútbol de Guatemala. El campeón del torneo fue el Xelajú Mario Camposeco, conquistando el segundo título de liga de su historia.

## Formato
El formato del torneo era de todos contra todos a dos vueltas, donde los ocho primeros lugares clasificaban octogonal final; el primer lugar de la octogonal final era el campeón.  En caso de empate por puntos, la diferencia de goles definía al campeón.  El último lugar de la liguilla, descendería a la categoría inmediata inferior.
Por ganar el partido se otorgaban 2 puntos, si era empate era un punto, por perder el partido no se otorgaban puntos.

## Equipos participantes
| Club                  | Ciudad              | Departamento   | Estadio                            |
| --------------------- | ------------------- | -------------- | ---------------------------------- |
| Antigua Guatemala     | Antigua Guatemala   | Sacatepéquez   | Estadio Pensativo                  |
| Aurora                | Ciudad de Guatemala | Guatemala      | Estadio del Ejército               |
| Chiquimula            | Chiquimula          | Chiquimula     | Estadio Las Victorias              |
| Cobán Imperial        | Cobán               | Alta Verapaz   | Estadio José Ángel Rossi           |
| Comunicaciones        | Ciudad de Guatemala | Guatemala      | Estadio Mateo Flores               |
| Finanzas Industriales | Amatitlán           | Guatemala      | Estadio Municipal de Amatitlán     |
| Galcasa               | Villa Nueva         | Guatemala      | Estadio Galcasa de Villa Nueva     |
| Juventud Retalteca    | Retalhuleu          | Retalhuleu     | Estadio Óscar Monterroso Izaguirre |
| Municipal             | Ciudad de Guatemala | Guatemala      | Estadio Mateo Flores               |
| Suchitepéquez         | Mazatenango         | Suchitepéquez  | Estadio Carlos Salazar Hijo        |
| Tipografía Nacional   | Ciudad de Guatemala | Guatemala      | Estadio Mateo Flores               |
| Xelajú MC             | Quetzaltenango      | Quetzaltenango | Estadio Mario Camposeco            |

### Equipos por Departamento
| Departamento   | N.º | Equipos                                                                                 |
| -------------- | --- | --------------------------------------------------------------------------------------- |
| Alta Verapaz   | 1   | Cobán Imperial                                                                          |
| Chiquimula     | 1   | Chiquimula                                                                              |
| Guatemala      | 6   | Aurora, Comunicaciones, Finanzas Industriales, Galcasa, Municipal, Tipografía Nacional. |
| Quetzaltenango | 1   | Xelajú MC.                                                                              |
| Retalhuleu     | 1   | Juventud Retalteca                                                                      |
| Sacatepéquez   | 1   | Antigua GFC                                                                             |
| Suchitepéquez  | 1   | Suchitepéquez                                                                           |

## Fase de clasificación
|  | Pos. | Equipos               | PJ | PG | PE | PP | GF | GC | Dif. | PTS | Clasificación                   |
|  | ---- | --------------------- | -- | -- | -- | -- | -- | -- | ---- | --- | ------------------------------- |
|  | 1º   | Galcasa               | 22 | 12 | 6  | 4  | 27 | 17 | +10  | 30  | Octagonal por el campeonato     |
|  | 2º   | Suchitepéquez         | 22 | 11 | 6  | 5  | 27 | 19 | +8   | 28  | Octagonal por el campeonato     |
|  | 3º   | Cobán Imperial        | 22 | 10 | 6  | 6  | 29 | 18 | +11  | 26  | Octagonal por el campeonato     |
|  | 4º   | Municipal             | 22 | 10 | 6  | 6  | 29 | 23 | +6   | 26  | Octagonal por el campeonato     |
|  | 5º   | Aurora                | 22 | 9  | 6  | 7  | 38 | 34 | +4   | 24  | Octagonal por el campeonato     |
|  | 6º   | Comunicaciones        | 22 | 9  | 5  | 8  | 31 | 23 | +8   | 23  | Octagonal por el campeonato     |
|  | 7º   | Juventud Retalteca    | 22 | 9  | 4  | 9  | 26 | 21 | +5   | 22  | Octagonal por el campeonato     |
|  | 8º   | Xelajú MC             | 22 | 9  | 4  | 9  | 31 | 30 | +2   | 22  | Octagonal por el campeonato     |
|  | 9°   | Tipografía Nacional   | 22 | 6  | 7  | 9  | 24 | 26 | -2   | 19  | Cuadrangular por la permanencia |
|  | 10º  | Finanzas Industriales | 22 | 7  | 5  | 10 | 25 | 35 | -10  | 19  | Cuadrangular por la permanencia |
|  | 11°  | Antigua Guatemala     | 22 | 4  | 5  | 13 | 15 | 31 | -16  | 13  | Cuadrangular por la permanencia |
|  | 12°  | Chiquimula            | 22 | 5  | 2  | 15 | 13 | 38 | -25  | 12  | Cuadrangular por la permanencia |
|  |      |                       |    |    |    |    |    |    |      |     |                                 |

## Fase final

### Octagonal por el campeonato
|  | Pos. | Equipos            | PJ | PG | PE | PP | GF | GC | Dif. | PTS | Clasificación                                                                                             |
|  | ---- | ------------------ | -- | -- | -- | -- | -- | -- | ---- | --- | --- |
|  | 1º   | Xelajú MC          | 14 | 7  | 4  | 3  | 19 | 9  | +10  | 18  | Copa de Campeones de la Concacaf 1981 - Primera fase Copa Fraternidad Centroamericana 1981 - Primera fase |
|  | 2º   | Juventud Retalteca | 14 | 7  | 4  | 3  | 24 | 17 | +7   | 18  | Copa de Campeones de la Concacaf 1981 - Primera fase                                                      |
|  | 3º   | Comunicaciones     | 14 | 6  | 6  | 2  | 18 | 13 | +5   | 18  | Copa Fraternidad Centroamericana 1981 - Primera fase                                                      |
|  | 4º   | Suchitepéquez      | 14 | 5  | 6  | 3  | 15 | 13 | +2   | 16  | Copa Fraternidad Centroamericana 1981 - Primera fase                                                      |
|  | 5º   | Cobán Imperial     | 14 | 5  | 4  | 5  | 13 | 12 | +1   | 14  | |
|  | 6º   | Galcasa            | 14 | 3  | 4  | 7  | 17 | 26 | -9   | 10  | |
|  | 7º   | Aurora             | 14 | 3  | 3  | 8  | 16 | 24 | -8   | 9   | |
|  | 8º   | Municipal          | 14 | 2  | 5  | 7  | 13 | 21 | -8   | 9   | |
|  |      |                    |    |    |    |    |    |    |      |     | |

## Campeón
| Campeón Temporada 1980 |
| Xelajú MC 2º Título    |
| ---------------------- |

## Cuadrangular por la permanencia
|  | Pos. | Equipos               | PJ | PG | PE | PP | GF | GC | Dif. | PTS | Clasificación |
|  | ---- | --------------------- | -- | -- | -- | -- | -- | -- | ---- | --- | ------------- |
|  | 9°   | Tipografía Nacional   | 6  | 2  | 4  | 0  | 5  | 3  | +2   | 8   |               |
|  | 10º  | Antigua Guatemala     | 6  | 2  | 3  | 1  | 10 | 9  | +1   | 7   |               |
|  | 11°  | Finanzas Industriales | 6  | 2  | 2  | 2  | 5  | 5  | 0    | 6   |               |
|  | 12°  | Chiquimula            | 6  | 0  | 3  | 3  | 4  | 7  | -3   | 3   | Descenso      |
|  |      |                       |    |    |    |    |    |    |      |     |               |